# 朱虹 (1957年)
朱虹（1957年9月—），男，湖北洪湖人，中华人民共和国政治人物。研究生学历，法学博士，研究员。

## 生平
1975年8月参加工作，1976年6月加入中国共产党。早年作为知识青年下放湖北江陵农村任生产队长；1978-1982年在华中师范大学政治系学习。1982年-1992年任华中师范大学教师，1992年-2001年在中共中央办公厅调研室工作，历任研究员，宣传组副组长、组长；2001-2010年在国家广播电影电视总局工作，历任办公厅主任、法规司司长、新闻发言人、中国广播电影电视集团秘书长，中国广播电影电视集团秘书长等职。2010年10月，出任江西省人民政府副省长。2015年10月，升任中共江西省委常委；次月兼任省委秘书长。2016年11月，不再担任中共江西省委常委。2017年1月，当选江西省人大常委会副主任。2018年2月24日，当选为第十三届全国人大代表。2021年1月，辞去省人大常委会副主任职务。